# 玉岡賀津雄
玉岡 賀津雄（たまおか かつお、1955年 - ）は，日本の心理言語学者。

## 経歴
1955年に愛媛県喜多郡内子町で生まれる。内子小学校，内子中学校，内子高等学校を経て，愛媛大学教育学部へ入学する。
1983年、広島大学大学院教育学研究科の沖原豊教授の指導の下で，イギリスの大学史の研究で修士号を取得する。
1986年，カナダへ渡り，サスカチュワン大学大学院でD. Koenig教授の指導の下で，インディアンの認知様式の研究で修士号を取得する。
1990年、C. K. Leong教授の指導の下で日本語の認知処理研究に関する研究で学術博士（Ph.D.）を取得する。これ以降、心理言語学者として言語の認知処理の研究に専念する。1990年から1998年まで松山大学の講師・助教授となる。
その後，1998年から2008年まで広島大学留学生センターの助教授・教授，2008年から2009年まで麗澤大学の教授を経て，2009年より名古屋大学大学院国際言語文化研究科の教授になり，2021年3月末日で退職する。2021年4月より名古屋大学大学院人文学研究科の名誉教授，2021年9月から2023年8月まで中国の湖南省長沙市にある湖南大学外国語学院の教授となる。2023年9月から現在、中国上海市の上海大学外国語学院の教授となる。

## 研究
言語心理学者として語彙の音韻・書字・意味・統語情報，句および文構造などの言語処理に関して，母語話者(L1)および第二言語話者(L2)を対象に広範囲の研究を行っている。単著および共著論文を，心理学分野では，Journal of Neurolinguistics, Journal of Psycholinguistic Research, Frontiers in Psychology, Psychonomic Bulletin and Review, PLoS ONE, and Journal of Experimental Psychology: Learning, Memory, and Cognition, Psychological Research, 心理学研究, 認知科学 などに，言語学分野では，Language, Lingua, Linguistic Inquiry, Phoneica, Journal of Japanese Linguistics, and Journal of Quantitative Linguistics, 言語研究, 計量国語学, 日本語教育, 日本語文法、レキシコンフォーラム, 小出記念日本語教育研究会論文集などに掲載している。また，Writing Systems Research (Oxford University Press) およびMental Lexicon (John Benjamin) の編集委員会の委員，Human Behaviour and Brain (International Society of Neuroscience) の編集委員会の3名の副編集長の1人。2022年4月1日より，小出記念日本語教育学会の会長に就任する。

## 所属学会
| 日本言語学会 | (役員 - 2003年4月～2006年3月; 2006年5月～2009年3月 広報委員; 2009年4月～2011年3月 広報委員長; 2011年4月～現在 評議員; 2015年４月～2018年３月 運営委員) |
| 言語科学会 | (役員 ? 2007年4月～2009年3月; 企画委員長 - 2008年4月～現在）                                                                                           |
| 日本語教育学会 | (中国地域研究集会委員 - 1999年５月～2003年５月) |
| 日本認知科学会 | (運営委員 - 2003年1月～2006年12月; 常任運営委員 - 2011年4月～現在)                                                                                     |
| 日本音韻論学会 | (理事 - 2003年4月～2007年3月) |
| 認知神経心理学研究会                                                                                                  | (理事 ? 2006年8月～2008年7月, 常任運営委員 - 2011年4月～現在)                                                                                          |
| 日本認知心理学会 | (編集委員 - 2011年4月～現在) |
| 小出記念日本語教育研究会                                                                                              | (編集委員 - 2011年4月～2014年３月；2014年4月 より理事および代表理事，2022年４月より会長）                                                              |
| 日本読書学会 | (理事 - 1996年4月～現在) |
| The Psychonomic Society                                                                                               | (正会員: No.6217 - 2007年～現在) |
| International Reading Association                                                                                     | (1994年6月～現在，International Development in Asia Committee, 日本代表, 2006年5月より議長，Chair)                                                     |
| 日本心理学会 | （編集委員 - 2011年11月～2015年11月） |
| 日本教育心理学会，言語処理学会，社会言語科学会， 日本語文法学会，日本音声言語医学会，プシコロギア会，日本基礎心理学会 | |

## 学術誌編集
| レキシコン・フォーラム (編集委員 - 2005年４月～期限無し)                                            |
| 認知科学 (編集委員 - 2006年4月～2009年4月)                                                          |
| 日本認知心理学会 (編集委員 - 2011年4月～2014年3月)                                                  |
| 小出記念日本語教育研究会 (編集委員 - 2011年4月～2015年3月)                                          |
| 日本心理学会 （編集委員 - 2011年11月～2015年10月）                                                  |
| Writing Systems Research (編集委員 - 2008年4月～期限無し; Oxford Journals, Oxford University Press) |
| Mental Lexicon (編集委員 - 2005年1月～期限無し; John Benjamin Publishing Company)                   |
| --------------------------------------------------------------------------------------------------- |